# Nguyễn Thu Hoài
Nguyễn Thu Hoài (sinh ngày 16 tháng 9 năm 1998) là cầu thủ bóng chuyền của đội tuyển bóng chuyền nữ quốc gia Việt Nam và Vietinbank VC.